# しんきん北陸トライアングルネットワークATMサービス
しんきん北陸トライアングルネットワークATMサービス（しんきんほくりくトライアングルネットワークエイティエムサービス）は、北陸3県（富山県・石川県・福井県）内にそれぞれ本店を置く各信用金庫相互間のATM利用手数料無料提携サービスのことである。略称は『しんきん北陸トライネットATMサービス』（しんきんほくりくトライネットエイティエムサービス）。

## 概要
これまで石川県内の信金では「しんきんiネットATMサービス」（しんきんほくりくアイネットエイティエムサービス）の名称にて、福井県内の信金でもそれぞれ各県内信金相互間による入出金手数料無料提携を行ってきたが、2007年10月に郵政民営化によって発足された国内最大の金融機関・ゆうちょ銀行が誕生したことによって危機的状況にあったことから、これらに対抗し従来2県でそれぞれ行ってきた無料提携を広域統合させ、更に富山県内の信金も提携に参加して新たな愛称名として「しんきん北陸トライアングルネットワークATMサービス」（略称：しんきん北陸トライネットATMサービス）」をスタートさせた。

## 対象となる信用金庫

### 富山県
- 富山信用金庫 [1]
- 高岡信用金庫 [2]
- 新湊信用金庫
- にいかわ信用金庫
- 氷見伏木信用金庫
- 砺波信用金庫
- 石動信用金庫

### 石川県
- 金沢信用金庫[3]
- のと共栄信用金庫[4]
- はくさん信用金庫[5]
- 興能信用金庫[6]

### 福井県
- 福井信用金庫
- 敦賀信用金庫
- 小浜信用金庫
- 越前信用金庫

## 利用時間と手数料
- 各対象信用金庫ATM利用時間内で、全時間帯による入金・出金・カード振込：無料

各信用金庫のATMによっては稼働時間帯がそれぞれ異なる。利用時間帯等については各信金のホームページ等で参照のこと。
なお、キャッシュカード振込の場合は他に各信金所定の振込手数料が別途かかる。

### 対象ATM
- 上記対象信用金庫が単独で設置しているATM。
- 共同ATMの内、上記対象信用金庫の何れかが幹事となるATM。ただし、この場合でも出金のみの取り扱いとなる各信金管理のATMがある。

上記に該当するATMは「しんきん北陸トライネットATMサービス」のステッカーが貼られている。

### 手数料がキャッシュバックとなるATM及び対象外ATM
以下のATMは本サービスの対象外となり、下記該当金融機関以外は通常の他行（MICS）利用手数料がかかる。
- 共同ATMの内、上記対象信用金庫以外が幹事となるATM（同サービスの取り扱いステッカーの無い共同ATM）。以下に例示する。
  - 北陸銀行または富山銀行幹事で富山信用金庫との共同ATM
  - 北國銀行幹事で金沢信用金庫との共同ATM
  - 福井銀行または福邦銀行幹事で福井信用金庫との共同ATM（ただし富山県・石川県の各信金のみに該当。理由は各該当銀行の記事を参照。）

この場合、平日・土曜の時間外及び日曜・休日の全時間帯にて出金等にかかる時間外手数料分を翌月纏めてキャッシュバックされる。
また、各信金が別途他行と個別に無料提携している金融機関等（例：のと共栄信用金庫⇔北陸銀行や福井県内信用金庫⇔福井県内他金融機関相互間など）では当然相手行庫側の提携ネットは適用されない。
なお各参加信用金庫のキャッシュカードを北陸3県外の信用金庫ATMによる入出金に関しては、これまで通りしんきんATMゼロネットサービスが適用され、取引の都度に時間帯によっては平日・土曜の一部時間帯（一部の信金では土曜の全時間帯）及び日曜・休日の全時間帯にて時間外手数料が生じる。

## 備考
- 通帳利用取引による利用はそれぞれの自金庫ATMのみとなる。

## 沿革
- 199x年[要出典]1990年代 - 福井県内の全信用金庫において、各信金相互間の入出金手数料を終日無料化を開始。
- 2006年（平成18年）12月1日 - 石川県内の全信用金庫において各信金相互間の入出金手数料を終日無料化し、「しんきんiネットATMサービス」としてサービスを開始。
- 2007年（平成19年）10月29日 - 福井県及び石川県（しんきんiネットATMサービス）で行ってきた信金ATM相互間入出金手数料無料提携サービスを統合させ、新たに富山県内の全信金も参加し「しんきん北陸トライアングルネットワークATMサービス」（略称：しんきん北陸トライネットATMサービス）としてサービスを開始。
- 2011年（平成23年）2月14日 - 富山信用金庫が上市信用金庫を合併したことにより、富山県内の参加金庫が1金庫減って7金庫（北陸3県では17金庫）となる。
- 2016年（平成28年）2月15日 - 福井信用金庫が武生信用金庫を合併したことにより、福井県内の参加金庫が1金庫減って4金庫（北陸3県では16金庫）となる。